# Famille Rousseau de Saint-Aignan
 (mars 2025).
La mise en forme du texte ne suit pas les recommandations de Wikipédia : il faut le « wikifier ».
Les points d'amélioration suivants sont les cas les plus fréquents. Le détail des points à revoir est peut-être précisé sur la page de discussion.
- Les titres sont pré-formatés par le logiciel. Ils ne sont ni en capitales, ni en gras.
- Le texte ne doit pas être écrit en capitales (les noms de famille non plus), ni en gras, ni en italique, ni en « petit »…
- Le gras n'est utilisé que pour surligner le titre de l'article dans l'introduction, une seule fois.
- L'italique est rarement utilisé : mots en langue étrangère, titres d'œuvres, noms de bateaux, etc.
- Les citations ne sont pas en italique mais en corps de texte normal. Elles sont entourées par des guillemets français : « et ».
- Les listes à puces sont à éviter, des paragraphes rédigés étant largement préférés. Les tableaux sont à réserver à la présentation de données structurées (résultats, etc.).
- Les appels de note de bas de page (petits chiffres en exposant, introduits par l'outil «  Source ») sont à placer entre la fin de phrase et le point final[comme ça].
- Les liens internes (vers d'autres articles de Wikipédia) sont à choisir avec parcimonie. Créez des liens vers des articles approfondissant le sujet. Les termes génériques sans rapport avec le sujet sont à éviter, ainsi que les répétitions de liens vers un même terme.
- Les liens externes sont à placer uniquement dans une section « Liens externes », à la fin de l'article. Ces liens sont à choisir avec parcimonie suivant les règles définies. Si un lien sert de source à l'article, son insertion dans le texte est à faire par les notes de bas de page.
- La présentation des références doit suivre les conventions bibliographiques. Il est recommandé d'utiliser les modèles {{Ouvrage}}, {{Chapitre}}, {{Article}}, {{Lien web}} et/ou {{Bibliographie}}. Le mode d'édition visuel peut mettre en forme automatiquement les références.
- Insérer une infobox (cadre d'informations à droite) n'est pas obligatoire pour parachever la mise en page.

Pour une aide détaillée, merci de consulter Aide:Wikification.
Si vous pensez que ces points ont été résolus, vous pouvez retirer ce bandeau et améliorer la mise en forme d'un autre article.
 (avril 2018).
Si vous disposez d'ouvrages ou d'articles de référence ou si vous connaissez des sites web de qualité traitant du thème abordé ici, merci de compléter l'article en donnant les références utiles à sa vérifiabilité et en les liant à la section « Notes et références ».
Pour les articles homonymes, voir Rousseau et Saint-Aignan.
La famille Rousseau de Saint-Aignan, parfois orthographié Rouxeau, Le Rousseau, est une famille éteinte de la noblesse française, originaire de Bretagne.

## Histoire
Auguste Rousseau de Saint-Aignan est titré baron de l'Empire le 31 décembre 1809.

## Personnalités
- René Rousseau (-1637), seigneur de Saint-Aignan, de Souché, de la Gazoire et des Cousteaux, conseiller du roi en ses conseils, procureur général en la Chambre des comptes de Bretagne de 1619 à 1631[réf. nécessaire]
- Joseph Rousseau de Saint Aignan (1636-1705), conseiller du roi, président aux comptes et général des finances de Bretagne[réf. nécessaire]
- Louis Rousseau de Saint-Aignan (1767-1837), militaire, préfet, maire de Nantes de 1816 à 1819, député, président du Conseil général de la Loire-Inférieure, pair de France
- Auguste Rousseau de Saint-Aignan (1770-1858), général, diplomate, député, pair de France
- Gabriel-Edmond Rousseau de Saint-Aignan (1804-1879), préfet, conseiller d'État, député
- Julie Rousseau de Saint-Aignan (1816-1871), femme de lettres, poétesse connue sous le nom de plume Jules d'Herbauges

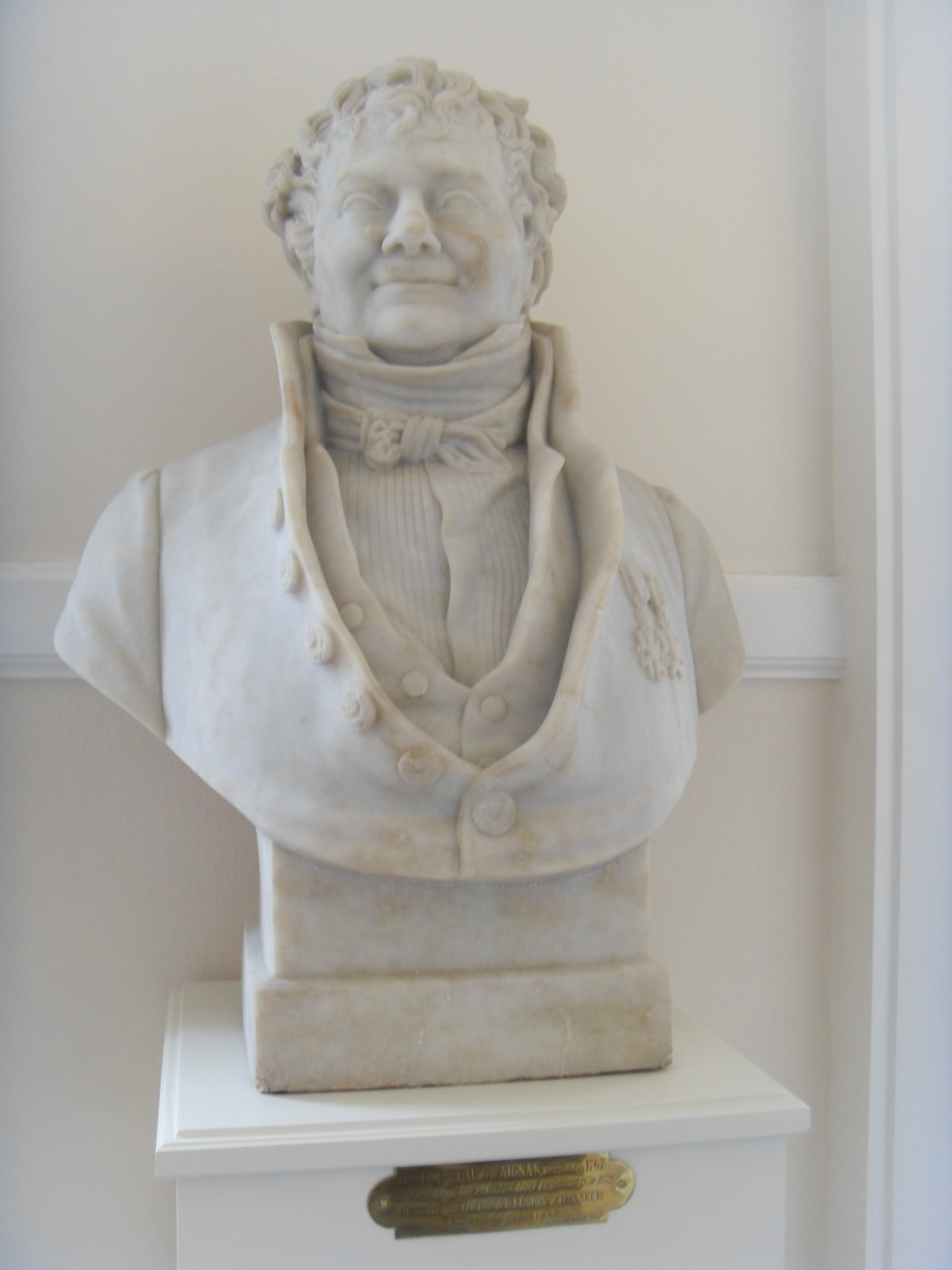
Buste de Louis Rousseau de Saint-Aignan (1767-1837).

## Alliances
Les principales alliances de la famille sont[réf. nécessaire]  : Charette de La Gascherie, Boux, Le Lou de Beaulieu, de Pontual, Juchault de La Moricière, Bidé de La Provôté, Ménardeau du Perray, Rousselot de Saint-Céran, de Caulaincourt, de Talleyrand-Périgord, de Villeneuve-Bargemon, Vallet de Villeneuve, Beugnot

## Possessions
- Saint-Aignan-Grandlieu et son château[réf. nécessaire]
- La Houdinière[réf. nécessaire]

## Armes
| Image | Armoiries de la famille |
| ----- | --- |
|       | Famille Rousseau. D'azur à la fasce d'or, accompagnée en chef de deux têtes de lion arrachées d'or, et en pointe de trois besants d'or, deux et un.'[réf. nécessaire] |